# Halve marathon van Egmond 2025
De 50e editie van de halve marathon van Egmond vond plaats op zondag 12 januari 2024. Het is de jubileumeditie omdat de wedstrijd voor de vijftigste keer georganiseerd werd. Amateur Jaap Wit uit Heerhugowaard liep alle vijftig edites, van 1973 t/m deze editie en zelfs de onofficiële editie tijdens de Coronapandemie. De weersomstandigheden waren deze editie vrij goed omdat de lopers wind mee hadden op het strand. Hierdoor werden er snelle tijden gelopen.
Bij de mannen ging de overwinning naar de Portugese Samuel Barta in een tijd van 1:02.12 met een fotofinish won Barta van de Zweed Suldan Hassan die uiteindelijk tweede werd. Het brons ging naar de Oegandees Mathew Chekwurui met twee seconde daarachter in 1:02.14. Daarachter eindigde de eerste Nederlander Stan Niesten in 1:03.13. Bij de vrouwen ging de overwinning naar de Ethiopische Haven Hailu in 1:08.45. Het parcourrecoord 1:10.03 van Irma Heeren uit 1999 werd hiermee verpulverd. Tweede werd de Ethiopische Balemelay Shumet 1:10.38 met bijna twee minuten achter de winnaar en derde werd ook een Ethiopier Adawork Aberta. Daarachter was eerste Nederlander was Nienke Brinkman op de vierde plaats. Na veel blessureleed maakte Brinkman haar rentree.
Naast de halve marathon kende het evenement een wedstrijd met als afstand een kwart marathon (10,5 km).
Er deden een aantal bekede Nederlanders mee aan deze editie, zo liep Minister-president van Nederland Dick Schoof onverwachts mee. Deze keer liep Schoof niet onder een schuilnaam mee: Peter Janssen zoals tijdens de Marathon van Amsterdam 2024, maar onder zijn eigen naam. Ook de Ronde van Italië winnaar en Wereldkampioen tijdrijden Tom Dumoulin deed mee, liep zelfs een persoonlijkrecord en eindigde als dertigste. 

## Uitslagen[4]

### Mannen
| Plaats | Atleet           | Land      | TIjd    |
| ------ | ---------------- | --------- | ------- |
| Goud   | Samuel Barata    | Portugal  | 1:02.12 |
| Zilver | Suldan Hassan    | Zweden    | 1:02.12 |
| Brons  | Mathew Chekwurui | Oeganda   | 1:02.14 |
| 4      | Stan Niesten     | Nederland | 1:03.13 |
| 5      | Björn Koreman    | Nederland | 1:03.51 |
| 6      | Khalid Choukoud  | Nederland | 1:03.53 |
| 7      | Richard Ringer   | Duitsland | 1:04.00 |
| 8      | Ruben Ransom     | Nederland | 1:04.34 |
| 9      | Frank Futselaar  | Nederland | 1:04.37 |
| 10     | Lucas Nieuweboer | Nederland | 1:04.48 |

### Vrouwen
| Plaats | Naam                    | Land      | TIjd    |
| ------ | ----------------------- | --------- | ------- |
| Goud   | Haven Hailu             | Ethiopië  | 1:08.45 |
| Zilver | Balemelay Shumet        | Ethiopië  | 1:10.38 |
| Brons  | Adawork Aberta          | Ethiopië  | 1:13.01 |
| 4      | Nienke Brinkman         | Nederland | 1:13.20 |
| 5      | Elizeba Franken-Cherono | Nederland | 1:14.34 |
| 6      | Yasmine Hillebrink      | Nederland | 1:15.34 |
| 7      | Anne Luijten            | Nederland | 1:16.11 |
| 8      | Lisan Duijvestijn       | Nederland | 1:17.15 |
| 9      | Vera de Vries           | Nederland | 1:17.20 |
| 10     | Britt Ummels            | Nederland | 1:17.38 |

1973 ·
1974 ·
1975 ·
1976 ·
1977 ·
1978 ·
1979 ·
1980 ·
1981 ·
1982 ·
1983 ·
1984 ·
1985 ·
1986 ·
1987 ·
1988 ·
1989 ·
1990 ·
1991 ·
1992 ·
1993 ·
1994 ·
1995 ·
1996 ·
1997 ·
1998 ·
1999 ·
2000 ·
2001 ·
2002 ·
2003 ·
2004 ·
2005 ·
2006 ·
2007 ·
2008 ·
2009 ·
2010 ·
2011 ·
2012 ·
2013 ·
2014 ·
2015 ·
2016 ·
2017 ·
2018 ·
2019 ·
2020 ·
2021 ·
2022 ·
2023 ·
2024 ·
2025